# Baota, Jiangsu
Baota (kinesiska: 宝塔, 宝塔镇) är en köping i Kina. Den ligger i provinsen Jiangsu, i den östra delen av landet, omkring 200 kilometer nordost om provinshuvudstaden Nanjing. Antalet invånare är 19366. Befolkningen består av 9 576 kvinnor och 9 790 män. Barn under 15 år utgör 11,0 %, vuxna 15-64 år 71 %, och äldre över 65 år 17,0 %.
Genomsnittlig årsnederbörd är 1 005 millimeter. Den regnigaste månaden är juli, med i genomsnitt 252 mm nederbörd, och den torraste är december, med 20 mm nederbörd.